# آداما دیاکیته (بازیکن فوتبال، زاده ۱۹۹۱)
آداما دیاکیته (انگلیسی: Adama Diakité؛ زادهٔ ۷ مارس ۱۹۹۱) بازیکن فوتبال اهل فرانسه است.
از باشگاه‌هایی که در آن بازی کرده‌است می‌توان به باشگاه فوتبال لانس و باشگاه فوتبال اس‌وی زاندهاوزن اشاره کرد.